# David Brakke
David Bernhard Brakke (* 10. Mai 1961 in Long Beach) ist ein US-amerikanischer Kirchenhistoriker.

## Leben
Brakke erwarb 1983 den B.A. in Anglistik an der University of Virginia, 1986 den Master of Divinity an der Harvard Divinity School, an der Yale University, den M.A. (1987), M.Phil. (1989) in Religionswissenschaft und den Ph.D. 1992 in Religionswissenschaft an der Yale University. Neunzehn Jahre lang lehrte er an der Indiana University, ab 2006 als Leiter des Department of Religious Studies. Er ist seit 2012 Inhaber des Joe-R.-Engle-Lehrstuhls für Geschichte des Christentums und Professor für Geschichte an der Ohio State University. 2025 wurde Brakke zum Mitglied der American Academy of Arts and Sciences gewählt.
Er forscht zu Geschichte und Literatur des alten Christentums von seinen Anfängen bis zum fünften Jahrhundert, mit besonderem Interesse an Askese, Mönchtum, Gnostizismus, biblischer Interpretation und ägyptischem Christentum.

## Schriften (Auswahl)
- Athanasius and the politics of asceticism. Oxford 1995, ISBN 0-19-826816-5.
- als Herausgeber mit Charles A. Bobertz: Reading in Christian communities. Essays on interpretation in the early church. Notre Dame 2002, ISBN 0-268-03165-7.
- als Herausgeber mit Michael L. Satlow und Steven Weitzman: Religion and the self in antiquity. Bloomington 2005, ISBN 0-253-21796-2.
- The Gnostics. Myth, ritual, and diversity in early Christianity. Cambridge 2010, ISBN 0-674-04684-6.